# Koncert (obraz Caravaggia)
Koncert – obraz olejny na płótnie o wymiarach 87,9 × 115,9 cm namalowany przez Caravaggia w 1595 roku. Obecnie znajduje się w Metropolitan Museum of Art w Nowym Yorku. Płótno jest znane także pod tytułem Muzycy lub Muzykanci.
Zamawiającym obraz był kardynał Francesco Maria Del Monte, który pragnął utrwalenia na płótnie klimatu swojego dworu. Dzieło jest portretem trzech młodych mężczyzn zajętych wykonywaniem ćwiczenia muzycznego, towarzyszą im nuty i instrumenty strunowe. Na obrazie znajduje się również przedstawienie alegorii pogańskiej – amorka chwytającego w rękę winogrono, co ma prawdopodobnie wydźwięk erotyczny. Centralna postać – lutnista – z roztargnieniem dotykająca strun instrumentu, to prawdopodobnie przyjaciel Caravaggia – Mario Minniti. Zaś postać w tle przypomina samego Caravaggia.
Wyraźnie świecka scena koncertu nawiązuje do dawnej tradycji obrazów „koncertowych”, gatunku wywodzącego się z Wenecji, którego przykładem jest, we wcześniejszej formie, Koncert wiejski Tycjana. Była to jak dotąd najbardziej ambitna i złożona kompozycja Caravaggia, a artysta najwyraźniej miał trudności z malowaniem czterech postaci ściśniętych w ciasnym wnętrzu. W efekcie jest to raczej niezgrabna i dość chaotyczna scena próby muzyków, którzy nie mają związku ani ze sobą, ani z przestrzenią obrazu.
Obraz nie jest w dobrym stanie, ponieważ w ciągu dwustu lat, które spędził w zapomnieniu, po zniknięciu w szeregu nieznanych kolekcji na początku XVIII wieku, uległ w znacznym stopniu zniszczeniu. Skrzypce i strona z nutami na pierwszym planie zostały w dużej mierze zrekonstruowane przez współczesnych konserwatorów; lutnia straciła struny. Ale fundamentalna oryginalność i dziwność dzieła pozostają nienaruszone, pomimo złuszczenia farby na znacznych obszarach obrazu.